# Vatica lowii
Espèce
Classification phylogénétique
Statut de conservation UICN

 EN A1c : En danger
 Vatica lowii est un arbre sempervirent de Malaisie péninsulaire et de Sumatra appartenant à la famille des dipterocarpaceae

## Répartition
Endémique aux forêts des collines côtières à dipterocarps de la péninsule malaise et de Sumatra.

## Préservation
Espèce menacée par la déforestation et l'exploitation forestière.